# エア・ジャマイカ
エア・ジャマイカ（英語：Air Jamaica）はジャマイカの航空会社である。

## 概要
同国のフラッグ・キャリアでありキングストンやモンテゴ・ベイから南北アメリカの都市へ路線を開設しているほか、ジャマイカ発着の貨物便では実に70%のシェアを誇るなどカリブ海地域で最大の航空会社である。ハブ空港はキングストンのノーマン・マンレー国際空港とモンテゴ・ベイのサングスター国際空港。これまでに航空事故で死者を出したことがないことでも有名である。

## 歴史
エア・ジャマイカは1968年にジャマイカ政府によって設立され、1969年よりキングストン、モンテゴ・ベイの両都市とニューヨーク、マイアミを結ぶ路線の運航を始めた。会社の株式の大半はジャマイカ政府が保有していたが、運航開始にあたって運航技術や経営戦略のノウハウを提供したカナダのエア・カナダも一部の株式を獲得していた。
1970年代に入るとエア・ジャマイカは急速に成長し、トロント、モントリオール、サンファン、フィラデルフィアといった北米大陸の都市やカリブ諸国の主要都市にも路線を拡げていき、1974年からはダグラス DC-8を投入しヨーロッパへの長距離線にも進出した。その後、1970年代後半から1980年代にかけてはその拡大も鈍化したもののボルティモアやアトランタに新たに就航したりダグラスDC-8をダグラスDC-9やボーイング727に換えたりするなど安定成長を見せた。1990年代に入っても成長は衰えず、英国航空が運航していたキングストン⇔ナッソー線を買収。またデルタ航空とのコードシェア契約の成立によりフランクフルト、ロンドン、マンチェスター、サントドミンゴ、フォートローダーデール、そしてのちのロサンゼルス就航の足掛かりとなるフェニックスへの進出に成功した。
1994年ジャマイカ政府は会社の民営化を発表し、25%を残し残りの株式を売却した上でこのうちの5%をエア・ジャマイカの従業員に払い下げた。民営化後はこれまでのボーイングとマクドネル・ダグラスにかわりエアバスから機材を購入するようになり、マイレージサービスの導入や機内誌の発行、同じカリブの国であるセントルシアに運航基地を設けるなど積極的に事業を拡大していった。
2004年12月には経営状態の悪化から再び国営化されたが、現在は再び民営化するためにスペインやイギリス、アメリカの共同事業体と交渉中であるほか中国国際航空の親会社であるChina National Aviation Holding Company、ラン航空、ヴァージン・グループ、イベリア航空、そしてエミレーツ航空の親会社であるThe Emirates Groupも興味を示していると言われている。

## 就航都市

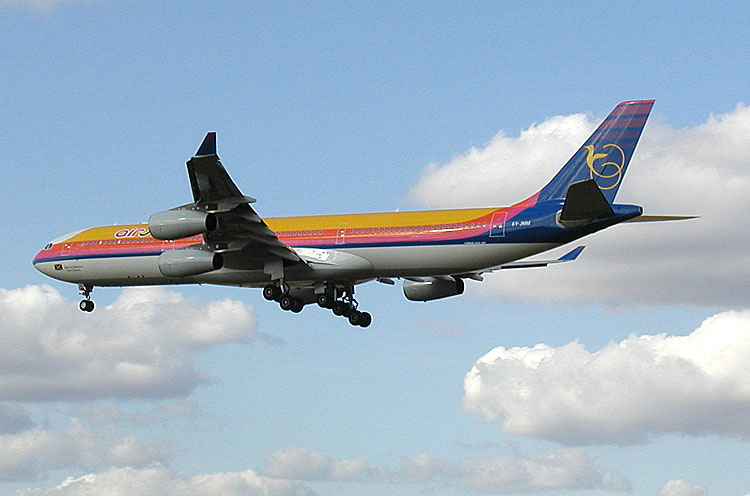
ヒースロー空港に着陸するエアバスA340型機

### 北米大陸
- カナダ
  - トロント（自社運航/エア・カナダとのコードシェア）
- アメリカ合衆国
  - ニューヨーク
  - フィラデルフィア
  - フォートローダーデール

### カリブ海
- ジャマイカ
  - キングストン
  - モンテゴ・ベイ
- バハマ
  - ナッソー

このほかヴァージン・アトランティック航空とのコードシェアでロンドンにも就航している。

## 保有機材
- ボーイング737-800 4機（1機発注中）
- ボーイング757-200 1機
- ボーイング787-8 1機発注中